# Шу (станция)
Шу (каз. Шу) — железнодорожная станция в Шуском районе Жамбылской области Казахстана.
Расположена на Трансказе и Турксибе.
В рамках новой экономической политики «Нурлы жол — путь в будущее» ведется строительство железнодорожных путей противоположного направления, а также их электрификация на участке железной дороги Алматы-1 — Шу.